# Ben Wheatley
Benjamin Wheatley (Billericay, Essex, Anglaterra, Regne Unit, 7 de novembre de 1972) és un director de cinema, guionista, montajista i productor anglès, En començar la seva carrera en publicitat, Wheatley va guanyar reconeixement i aclamació pels seus comercials i curtmetratges, abans de fer la transició a llargmetratges i programes de televisió. És conegut pel seu treball en els gèneres de suspens i terror, i les seves pel·lícules sovint incorporen elements pesants de comèdia negra i sàtira. Les seves obres més conegudes inclouen les pel·lícules de terror psicològic Kill List (2011) i A Field in England (2013), l'adaptació de l'obra de J. G. Ballard High-Rise (2015) i la comèdia d'acció Free Fire (2016).
Wheatley ha rebut nombrosos elogis pel seu treball, inclòs un Evening Standard British Film Award, cinc nominacions al Premis British Independent Film i nombrosos premis i honors de festivals de cinema com South by Southwest, Festival Internacional de Cinema de Karlovy Vary, Festival Internacional de Cinema de Mar del Plata, Festival de Cinema de Raindance, Festival Internacional de Cinema de Toronto i el Festival de Cinema de Canes.

## Vida personal
Wheatley va néixer aa Billericay, Essex. Va ser a la Haverstock School al nord de Londres i va anar aquí durant el sisè curs on va conèixer a Amy Jump, que ara és la seva esposa i cofundadora del blog "Mr and Mrs Wheatley". La parella té un fill i viu a Brighton.

## Carrera
Inicialment director de curtmetratges i animador, Wheatley va traslladar el seu treball a Internet. El seu clip Cunning stunt, que mostra al seu amic Rob Hill saltant per sobre d'un automòbil, ha tingut més de 10 milions de visites. Les més de cent animacions curtes i jocs que es troben en el lloc "Mr and Mrs Wheatley" van ser notats per les grans companyies de mitjans i el treball de Wheatley es va expandir als mitjans de comunicació.
En 2006, Wheatley va guanyar un premi Lleó al Festival Internacional de la Creativitat Cannes Lions per dirigir el viral AMBX, amb The Viral Factory. Al juliol de 2006 va dirigir seccions d'acció en viu de la sèrie de televisió Modern Toss, que es va emetre per Channel 4. Wheatley també ha escrit i creat clips per a Time Trumpet de BBC Two i ha dirigit sketches per a Comedy Shuffle de BBC Three i les sèries 5 i 6 de Ideal. En 2008, Wheatley cocreó i va dirigir la sèrie de sketches The Wrong Door per a BBC Three.
Al maig de 2009 va dirigir el llargmetratge Down Terrace en vuit dies; va guanyar el premi Next Wave en el Fantastic Fest a Austin i Millor Pel·lícula del Regne Unit al Festival de Cinema de Raindance. El 2010, Wheatley va completar la seva segona pel·lícula, Kill List, per a Warp X. La pel·lícula va rebre elogis de la crítica i li va valer a Michael Smiley un Premi British Independent Film al Millor Actor de Repartiment. La pel·lícula té una qualificació de 76% en Rotten Tomatoes amb un consens de la crítica que descriu la pel·lícula com "un thriller criminal de foc lent executat per experts que es nodreix de la tensió abans de transformar-se en un horror visceral".
La tercera pel·lícula de Wheatley va ser la comèdia negra Sightseers, estrenada al Regne Unit al novembre de 2012. Va ser escrita per les seves estrelles, Alice Lowe i Steve Oram, amb material addicional de Amy Jump, i va ser triada per a la secció de la Quinzena de Realitzadors del 65è Festival Internacional de Cinema de Canes. La quarta pel·lícula de Wheatley, A Field in England, va ser finançada a través del centre de talents i idees de Film4. Li va seguir en 2016 la cinta High Rise, una adaptació de la novel·la homònima de J. G. Ballard. També ha dirigit anuncis per a Blink Productions i Moxie.
Es va anunciar una sèrie de televisió de ciència-ficció titulada Silk Road, escrita i dirigida per Wheatley. Es diu que està "en la línia de la sèrie de televisió de Patrick McGoohan The Prisoner" i es projectaria a HBO. En 2014, Wheatley va dirigir els dos primers episodis de la vuitena temporada de Doctor Who, un programa del qual ha estat fanàtic des de la infància.
Wheatley va escriure i va dirigir Free Fire, protagonitzada per un elenc que incloïa a Cillian Murphy, Brie Larson, Armie Hammer i Sharlto Copley. La seva pel·lícula Happy New Year, Colin Burstead es va fer per al calendari nadalenc de 2018 de la BBC , però va estar disponible en Iplayer durant la totalitat de 2019.
Al novembre de 2018, Wheatley va ser anunciat com el director d'una nova adaptació de la novel·la romàntica gòtica de Daphne du Maurier, Rebecca, una producció de Working Title Films que es va estrenar a Netflix. La pel·lícula és protagonitzada per Lily James, Armie Hammer i Kristin Scott Thomas. La pel·lícula va rebre crítiques mixtes després del seu llançament a l'octubre de 2020, amb una puntuació de 46 en el lloc de recopilació de ressenyes Metacritic.
En la tardor de 2019, Wheatley va ser anunciat com el director de Tomb Raider 2, basat en la popular franquícia de videojocs del mateix nom i protagonitzada per l'actriu guanyadora de l'Oscar, Alicia Vikander. No obstant això, a l'octubre de 2020 es va anunciar que el llançament de la pel·lícula al març de 2021 s'havia retardat indefinidament enmig d'una sèrie de problemes de producció relacionats amb la pandèmia de COVID-19. Al gener de 2021, Wheatley va ser reemplaçat per la creadora de Lovecraft Country, Misha Green.

## Filmografia

### Curtmetratges
| Any  | Títol              | Notes                                      |
| ---- | ------------------ | ------------------------------------------ |
| 2006 | Rob Loves Kerry    |                                            |
| 2012 | U Is for Unearthed | Segment de The ABCs of Death; També editor |

### Llargmetratges
| Any  | Títol                          | Director | Guionista | Editor |
| ---- | ------------------------------ | -------- | --------- | ------ |
| 2009 | Down Terrace                   | Sí       | Sí        | Sí     |
| 2011 | Kill List                      | Sí       | Sí        | Sí     |
| 2012 | Sightseers                     | Sí       | No        | Sí     |
| 2013 | A Field in England             | Sí       | No        | Sí     |
| 2015 | High-Rise                      | Sí       | No        | Sí     |
| 2016 | Free Fire                      | Sí       | Sí        | Sí     |
| 2018 | Happy New Year, Colin Burstead | Sí       | Sí        | Sí     |
| 2020 | Rebecca                        | Sí       | No        | No     |
| 2021 | In the Earth                   | Sí       | Sí        | Sí     |
| 2023 | Meg 2: The Trench              | Sí       | No        | No     |

Productor executiu
- Down Terrace (2009)
- The Duke of Burgundy (2014)
- ABCs of Death 2 (2014)
- Aaaaaaaah! (2015)
- Tank 432 (2015)
- The Greasy Strangler (2016)
- The Ghoul (2016)
- LostDogFilm (2016)
- In Fabric (2018)
- In The Earth (2021)
- Klokkenluider (2022)

### Televisió
| 2006      | Time Trumpet                   | No | Sí | 4 episodis                                |
| 2007      | Comedy: Shuffle                | Sí | Sí | 1 episodi                                 |
| 2008      | Modern Toss                    | Sí | No | 5 episodis                                |
| 2008      | The Wrong Door                 | Sí | Sí | 6 episodis                                |
| 2009      | Steve Coogan: The Inside Story | Sí | No | Especial TV Co-dirigit amb Dave Walker    |
| 2009–2010 | Ideal                          | Sí | No | 14 episodis                               |
| 2012      | Burge & Way                    | Sí | No | Telefilm                                  |
| 2014      | Doctor Who                     | Sí | No | Episodis "Deep Breath" i "Into the Dalek" |
| 2018–2019 | Strange Angel                  | Sí | No | 3 episodis                                |
| 2024      | Generation Z                   | Sí | Sí | 6 episodis També productor executiu       |

### Vídeos musicals
- "Formaldehyde" d’Editors (2013)
- "Mork n Mindy" de Sleaford Mods (2020)

## Premis i nominacions
| Any  | Premi                                             | Categoria                                          | Treball                        | Resultat  |
| ---- | ------------------------------------------------- | -------------------------------------------------- | ------------------------------ | --------- |
| 2009 | Fantastic Fest                                    | Premi Next a Millor Pel·lícula                     | Down Terrace                   | Guanyador |
| 2009 | Festival de Cinema de Raindance                   | Premi del Jurat a Millor Pel·lícula Britànica      | Down Terrace                   | Guanyador |
| 2009 | Evening Standard British Film Awards              | Millor guió                                        | Down Terrace                   | Nominat   |
| 2011 | Premis British Independent Film                   | Millor Director                                    | Kill List                      | Nominat   |
| 2011 | Premis British Independent Film                   | Millor Guió                                        | Kill List                      | Nominat   |
| 2011 | Bucheon International Fantastic Film Festival     | El millor de Bucheon                               | Kill List                      | Nominat   |
| 2011 | Evening Standard British Film Awards              | Millor guió                                        | Kill List                      | Nominat   |
| 2011 | Fangoria Chainsaw Awards                          | Millor guió                                        | Kill List                      | Nominat   |
| 2011 | South by Southwest                                | Premio de la Audiencia - Midnight Feature          | Kill List                      | Nominat   |
| 2012 | Evening Standard British Film Awards              | Premi Peter Sellers a la millor comèdia            | Sightseers                     | Guanyador |
| 2012 | Bucheon International Fantastic Film Festival     | El millor de Bucheon                               | Sightseers                     | Guanyador |
| 2012 | Premis British Independent Film                   | Millor director                                    | Sightseers                     | Nominat   |
| 2012 | Festival Internacional de Cinema de Mar del Plata | Millor pel·lícula                                  | Sightseers                     | Nominat   |
| 2012 | Festival de Cinema de Sitges                      | Millor pel·lícula                                  | Sightseers                     | Nominat   |
| 2012 | Festival Internacional de Cinema de Locarno       | Premi Variety Piazza Grande                        | Sightseers                     | Nominat   |
| 2012 | Festival Internacional de Cinema de Chicago       | Premi Golden Chicago Hugo (After Dark Competition) | The ABCs of Death              | Nominat   |
| 2013 | Festival Internacional de Cinema de Karlovy Vary  | Premi Especial del Jurat                           | A Field in England             | Guanyador |
| 2013 | Festival Internacional de Cinema de Karlovy Vary  | Globus de Cristall                                 | A Field in England             | Nominat   |
| 2013 | Dublin Film Critics' Circle                       | Millor director                                    | A Field in England             | Nominat   |
| 2013 | Festival de Cinema de Sitges                      | Millor pel·lícula                                  | A Field in England             | Nominat   |
| 2015 | Festival Internacional de Cinema de Toronto       | Premi TIFF Platform                                | High-Rise                      | Guanyador |
| 2016 | Festival Internacional de Cinema de Toronto       | Premi People's Choice                              | Free Fire                      | Guanyador |
| 2016 | Premis British Independent Film                   | Millor director                                    | Free Fire                      | Nominat   |
| 2016 | Festival Internacional de Cinema de Mar del Plata | Millor pel·lícula                                  | Free Fire                      | Nominat   |
| 2016 | Festival Internacional de Cinema de Rotterdam     | Premi MovieZone                                    | Free Fire                      | Nominat   |
| 2016 | Festival Internacional de Cinema de Sant Sebastià | Conquilla d'Or                                     | Free Fire                      | Nominat   |
| 2018 | Premis British Independent Film                   | Millor Edició                                      | Happy New Year, Colin Burstead | Nominat   |
| 2018 | Festival de Cinema de Londres                     | Millor pel·lícula                                  | Happy New Year, Colin Burstead | Nominat   |